# کوروش (روسیه)
کوروش (انگلیسی: Kurush) یک روستای کوهستانی است که در جنوب داغستان قرار دارد، این روستا در ارتفاع ۲۴۸۰–۲۵۶۰ متری نسبت به سطح دریا قرار دارد و بر اساس نقشه جغرافیایی ۲۵۳۰ متر بالای دریا قرار دارد. جمعیت بومی آن که به زندگی در ارتفاعات عادت کرده‌اند بخشی از قفقاز بزرگ و اروپا به‌شمار می‌روند.